# Ludwik I Bragança
Ludwik I, port. Luís Filipe Maria Fernando Pedro de Alcântara António Miguel Rafael Gabriel Gonzaga Xavier Francisco de Assis João Augusto Júlio Valfando de Bragança (ur. 31 października 1838 w Lizbonie – zm. 19 października 1889 w Cascais) – od 1861 do 1889 roku król Portugalii.

## Życiorys
Był drugim synem Marii II, królowej Portugalii z dynastii Bragança oraz Ferdynanda, księcia Saksonii-Coburga-Gothy. Okoliczności, w których wstąpił na tron nie były zbyt dobre. W listopadzie i grudniu 1861 zmarło na dur brzuszny trzech jego braci: Piotr, król Portugalii, Ferdynand oraz Jan.
W czasie panowania króla Ludwika premierem rządu był utalentowany portugalski polityk Fontes Pereira de Melo, między innymi inicjator szeroko zakrojonego programu robót publicznych zwanego polityką fontyzmu. W polityce zagranicznej Portugalia rywalizowała z Wielką Brytanią o wpływy w Afryce Południowej. Chodziło o łączenie kolonii, którego celem było umacnianie kolonialnego imperium. Rywalizacja ta zakończyła się niepowodzeniem portugalskiego rządu i króla Ludwika, co wywołało pierwsze rewolucyjne wstrząsy pod koniec jego panowania.

## Małżeństwo i rodzina
W 1862 roku ożenił się z Marią Pią Sabaudzką (ur. 16 października 1847 w Turynie; zm. 5 lipca 1911 tamże), córką Wiktora Emanuela II – króla Włoch. Para miała dwóch synów:
- Karola I (ur. 28 września 1863; zm. 1 lutego 1908) – króla Portugalii

∞ 1886 księżniczka Amelia Orleańska (ur. 28 września 1865, zm. 25 października 1951),
- Alfonsa Henryka (ur. 31 lipca 1865; zm. 21 lutego 1920) – diuka Porto

∞ 1917 Nevada Stoody Hayes.

## Odznaczenia
- Wielki Mistrz Trzech Orderów (Chrystusa, Św. Benedykta z Avis i Św. Jakuba od Miecza)[2]
- Wielki Mistrz Orderu Wojskowego Wieży i Miecza, Męstwa, Wierności i Zasługi[2]
- Wielki Mistrz Orderu Niepokalanego Poczęcia Najświętszej Marii Panny z Vila Viçosa[2]
- Order Świętego Andrzeja Apostoła Pierwszego Powołania (Rosja)[2]
- Order Świętego Aleksandra Newskiego (Rosja)[2]
- Order Świętej Anny I klasy (Rosja)[2]
- Order Orła Białego I klasy (Rosja)
- Order Królewski Serafinów (Szwecja)[2]
- Order Orła Czarnego (Prusy)[2]
- Order Złotego Runa (Hiszpania)[2]
- Order Podwiązki (Wlk. Brytania)[2]
- Order Słonia z Brylantami (Dania)[2]
- Order Świętego Huberta (Bawaria)[2]
- Order Korony Rucianej (Saksonia)[2]
- Order Annuncjaty (Włochy)[2]
- Krzyż Wielki Orderu Zbawiciela (Grecja)[2]
- Krzyż Wielki Orderu Lwa Niderlandzkiego (Holandia)[2]
- Krzyż Wielki Orderu Świętego Olafa (Norwegia)[2]
- Krzyż Wielki Orderu Świętego Ferdynanda (Hiszpania)[2]
- Krzyż Wielki Orderu Zasługi Wojskowej (Hiszpania)[2]
- Krzyż Wielki Orderu Zasługi Morskiej (Hiszpania)[2]
- Wielki Łańcuch Orderu Krzyża Południa (Brazylia)[2]
- Wielki Łańcuch Orderu Piotra I (Brazylia)[2]
- Wielki Łańcuch Orderu Róży (Brazylia)[2]
- Krzyż Wielki Orderu Korony Wendyjskiej (Meklemburgia)[2]
- Krzyż Wielki Orderu Świętego Stefana (Węgry)[2]
- Krzyż Wielki Orderu Świętego Karola (Monako)[2]
- Krzyż Wielki Orderu Świętego Maryna (San Marino)[2]
- Krzyż Wielki Orderu Legii Honorowej (Francja)[2]
- Krzyż Wielki Orderu Ernestyńskiego (Saksonia)[2]
- Krzyż Wielki Orderu Krzyża Takowy (Serbia)
- Krzyż Wielki Orderu Lwa Zeryngeńskiego (Badenia)
- Krzyż Wielki Orderu Ludwika (Hesja)[2]
- Krzyż Wielki Orderu Gwiazdy (Rumunia)[2]
- Krzyż Wielki Orderu Sokoła Białego (Weimar)[2]
- Order Medżydów z Brylantami I klasy (Turcja)[2]
- Order Dziewięciu Kamieni Drogocennych (Syjam)[2]
- Order Sławy z Brylantami I klasy (Tunezja)[2]
- Order Słońca Złotego (Birma)[2]
- Order Oswobodzenia Afryki (Liberia)[2]
- Order Meluzyny (Cypr)[2]